# Federação de Futebol das Ilhas Salomão
A Federação de Futebol das Ilhas Salomão (em inglês: Solomon Islands Football Federation, ou SIFF) é o órgão dirigente do futebol nas Ilhas Salomão. Ela é a responsável pela organização dos campeonatos disputados no país, bem como da Seleção Naciona masculina e feminina.